# Isabela Aragonská (1376–1424)
Isabela Aragonská (1376–1424) se narodila jako dcera aragonského krále Petra IV. a jeho čtvrté manželky Sibyly z Fortie. Byla aragonskou infantkou a sňatkem hraběnkou z Urgellu.

## Život
Isabela se narodila jako nejmladší dcera krále Petra IV. Aragonského. Mezi její nevlastní sourozence patřil král Jan I. Aragonský, král Martin Aragonský, sicilská královna Konstancie Aragonská, Johana, hraběnka z Ampurie a kastilská královna Eleonora.
Isabela se 29. června 1407 ve Valencii provdala za hraběte Jakuba II. z Urgellu, brzy po svatbě byl Jakub v roce 1408 jmenován lajtnantem aragonského království.
V roce 1413 bylo hrabství Urgell zrušeno, po čemž následovala vzpoura Isabelina manžela proti králi Ferdinandovi I., který byl v roce 1412 vybrán za nového krále, ačkoliv Jakubovy nároky byly silnější a jeho patrilinearita byla blíž královské aragonské dynastii. Král Ferdinand Jakubovi nabídl 150 000 florinů, hrabství Montblanc a navrhl sňatek mezi jeho synem Jindřichem a Jakubovou nejstarší dcerou Isabelou, Jakub však Ferdinandovu nabídku odmítl. Kromě ztráty majetku byl Jakub později odsouzen k doživotnímu vězení.
Isabela měla s Jakubem pět dětí:
- Isabela z Urgellu (12. března 1409 – 17. září 1459) ⚭ 1428 Petr, vévoda z Coimbry (1392–1449)
- Filip z Urgellu
- Eleonora z Urgellu
- Johana z Urgellu
- Kateřina z Urgellu

Isabela zemřela v roce 1424. Její manžel byl ve vězení v Xàtivě, kde v roce 1433 zemřel.